# Kloster Reichenbach (Schwarzwald)
Das Kloster Reichenbach war ein Benediktinerkloster in Klosterreichenbach, einem Ortsteil der Gemeinde Baiersbronn im Murgtal. Die romanische Gründungskirche fällt auf das Jahr 1083.

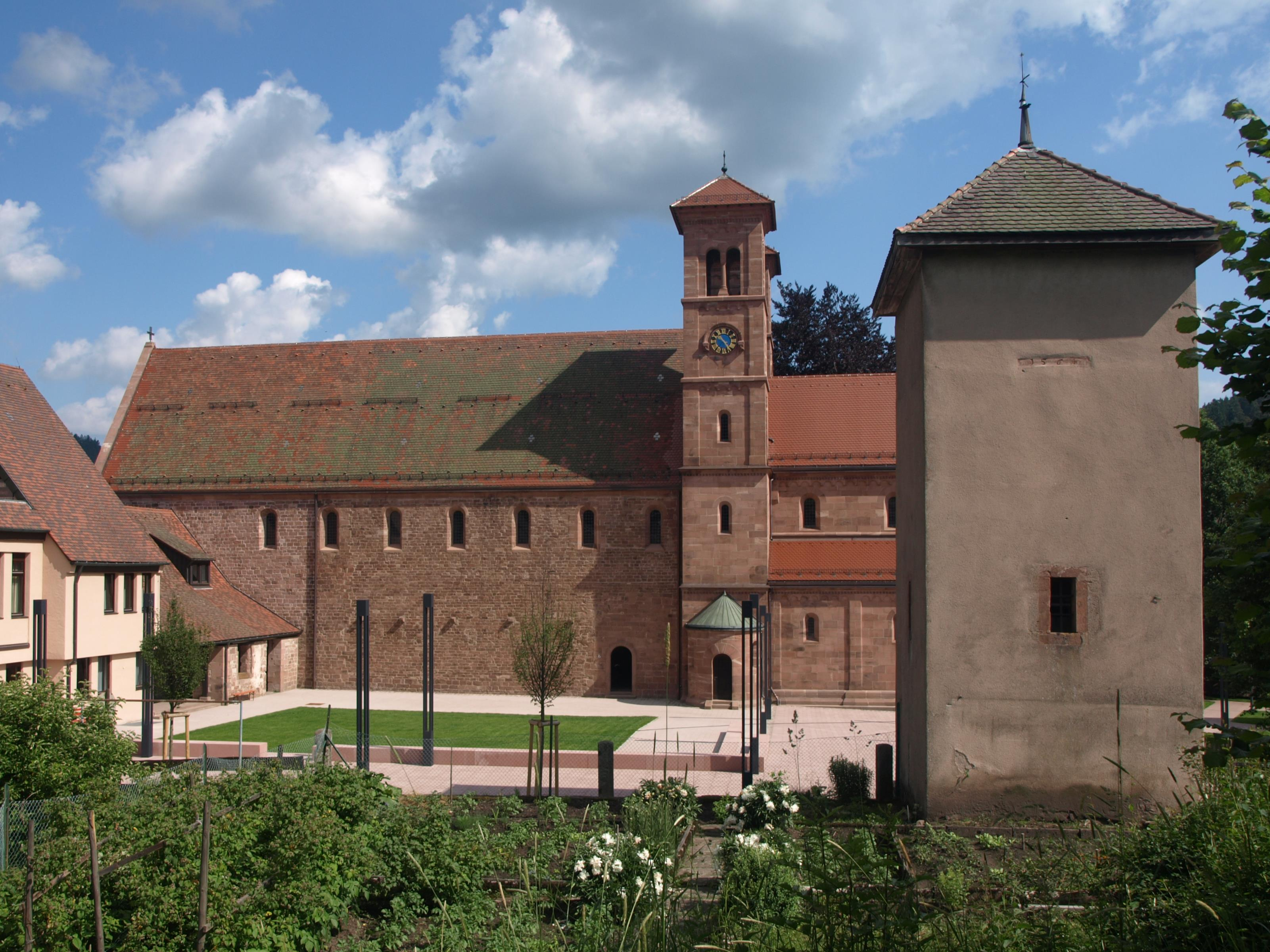
Ehemalige Klosterkirche mit dem 2008 neu gestalteten Innenhof (hier stand früher das Klostergeviert). Rechts der Gefängnisturm mit der Datierung 1564

## Geschichte

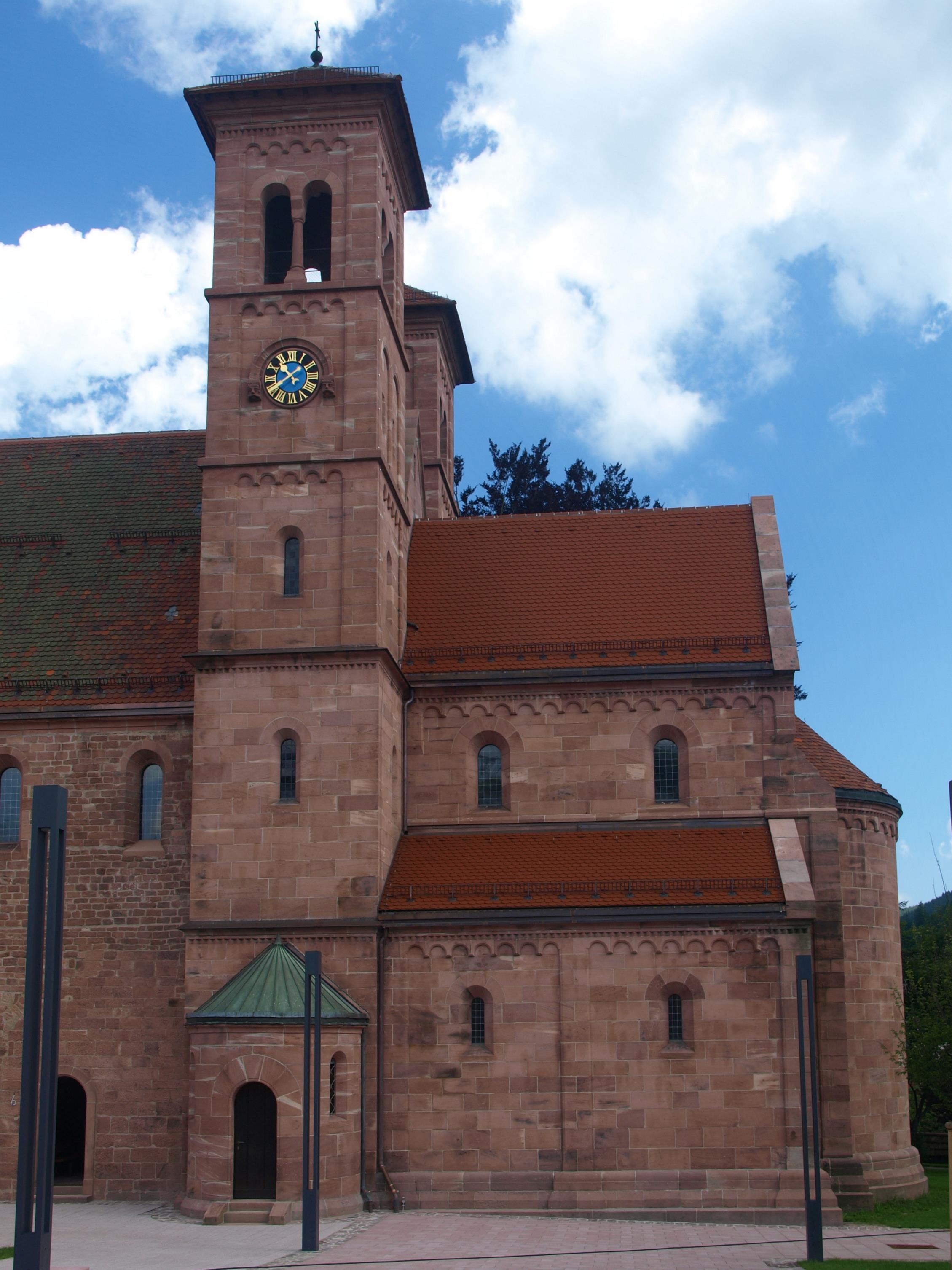
Ostchor der Kirche mit den begleitenden Kirchtürmen

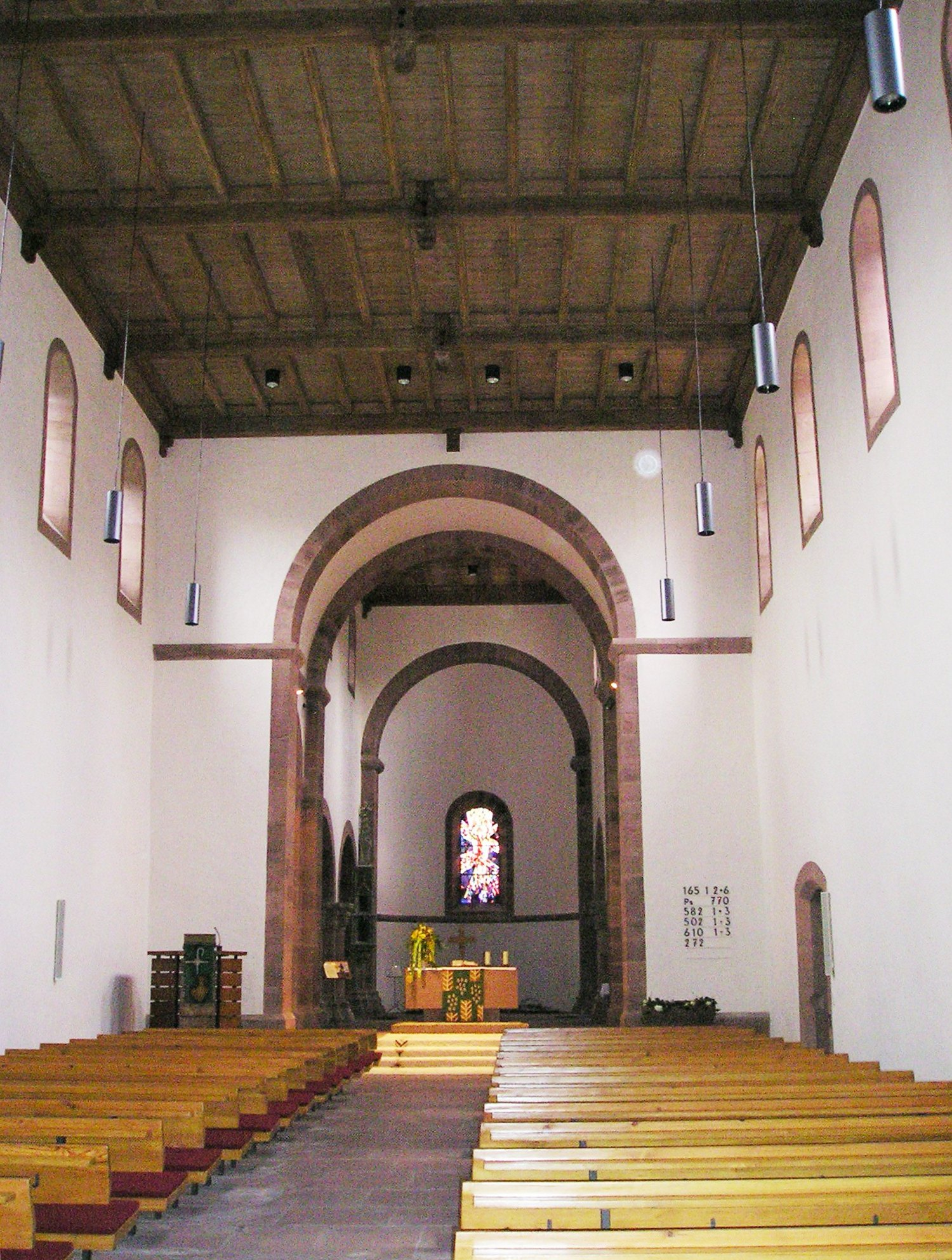
Kirche Klosterreichenbach, Innenansicht mit romanischem Langhaus, einschiffig und flachgedeckt

Die Gründung geht auf eine Schenkung an das Kloster Hirsau zurück. Der Stifter war ein Mann namens Bern, über den man nichts Näheres weiß. Nach dem Reichenbacher Schenkungsbuch machten sich im Mai 1082 drei Mönche und fünf Laienbrüder des Klosters Hirsau auf den Weg in den Nordschwarzwald zur Mündung des Reichenbachs in die Murg.
Im Jahre 1085 wurde die Klosterkirche vom Konstanzer Bischof Gebhard III. von Zähringen zu Ehren des Heiligen Gregor eingeweiht. Der Ortsname Gregorszell konnte sich in der Folgezeit jedoch nicht durchsetzen. Die Klosterkirche besteht im Wesentlichen aus einem einschiffigen romanischen Langhaus. Neben der Klosterkirche entstanden weitere Gebäudeteile wie: der Konventsbau, das Krankenhaus, ein Novizenhaus, eine Mühle, ein Viehhof und eine Herberge. Die letzten Baumaßnahmen wurden im 16. Jahrhundert durchgeführt.
In der Klosterkirche ist der nach Hirsauer Vorbild (Sankt Aurelius) errichtete Gründungsbau noch erhalten. Das romanische Langhaus, einschiffig und flachgedeckt, die Mauern der Vorhalle und die Untergeschosse der östlichen Türme datieren aus dem 11. Jahrhundert. Gegen Ende des 12. Jahrhunderts wurde der alte Chor zu einem dreischiffigen basilikalen Bau mit neuer Apsis erweitert, die beibehaltenen Osttürme erhielten Durchgänge, die Decken 1230/40 Kreuzgewölbe; damals wurde auch die Vorhalle nach Maulbronner Vorbild neugestaltet.
Das Kloster Reichenbach blieb stets ein Priorat des Klosters Hirsau und blieb von diesem abhängig. Die Vogteirechte des Klosters lagen bei den Grafen von Eberstein. Auf der Grundlage des Priorats des Klosters Hirsau meldeten die Grafen von Württemberg Besitzansprüche am Kloster Reichenbach an. Der Konflikt zwischen Baden und Eberstein einerseits und Württemberg andererseits verschärfte sich, als 1535 das Kloster Hirsau reformiert wurde und 1595 Herzog Friedrich I. von Württemberg das Kloster besetzte. 1603 wurde das Kloster Reichenbach reformiert und ein protestantischer Pfarrer eingesetzt. Einige Teile des Klosters wie Mühle und Höfe wurden veräußert. Im Dreißigjährigen Krieg wurde das Kloster rekatholisiert und von Mönchen aus der Benediktinerabtei St. Martin in Wiblingen neu besiedelt. Die Mönche mussten aber nach dem Westfälischen Frieden erneut abziehen.
Im 19. Jahrhundert wurde das Kloster als Baudenkmal wiederentdeckt und nach den damaligen Vorstellungen renoviert. In den Jahren 1965 bis 1968 wurde die Kirche nach dem ursprünglichen, romanischen Baustil einer Mönchskirche wiederhergestellt. Der Grundriss der Kirche erinnert stark an den Grundriss der Kirche St. Aurelius in Hirsau. Die Gemeinde nutzte einen der Türme als Ausnüchterungszelle und einen ehemaligen Fruchtkasten zuerst als Krankenhaus und dann als Getreidespeicher. In diesem Gebäude wurde 1991 der evangelische Beate-Paulus-Kindergarten errichtet, benannt nach einer Tochter Philipp Matthäus Hahns, die von 1800 bis 1810 als Pfarrersfrau in Klosterreichenbach wirkte.
Heute befindet sich im Klostergebäude die evangelische Kirchengemeinde.

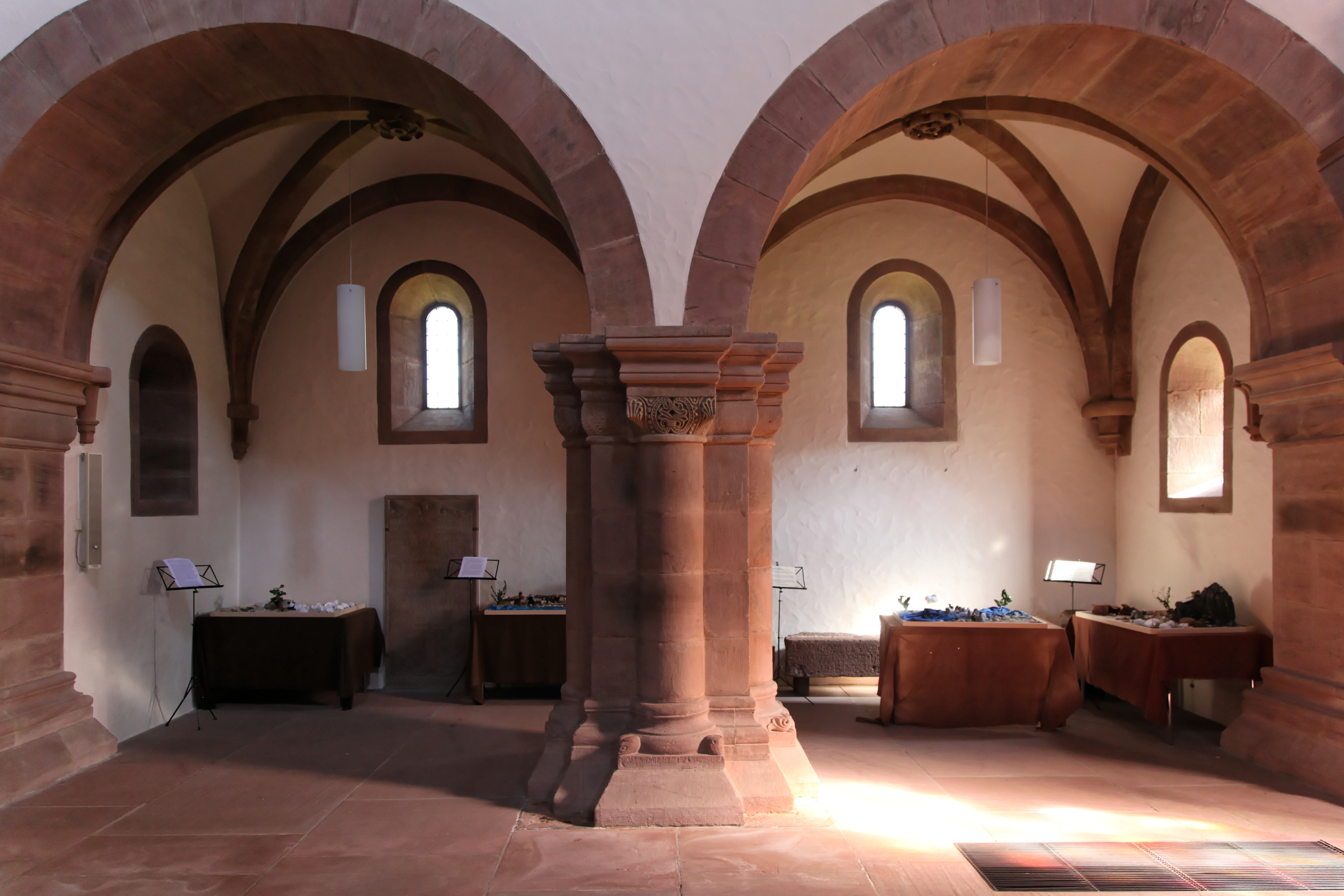
Romanische Säule und Rundbögen im Chorraum
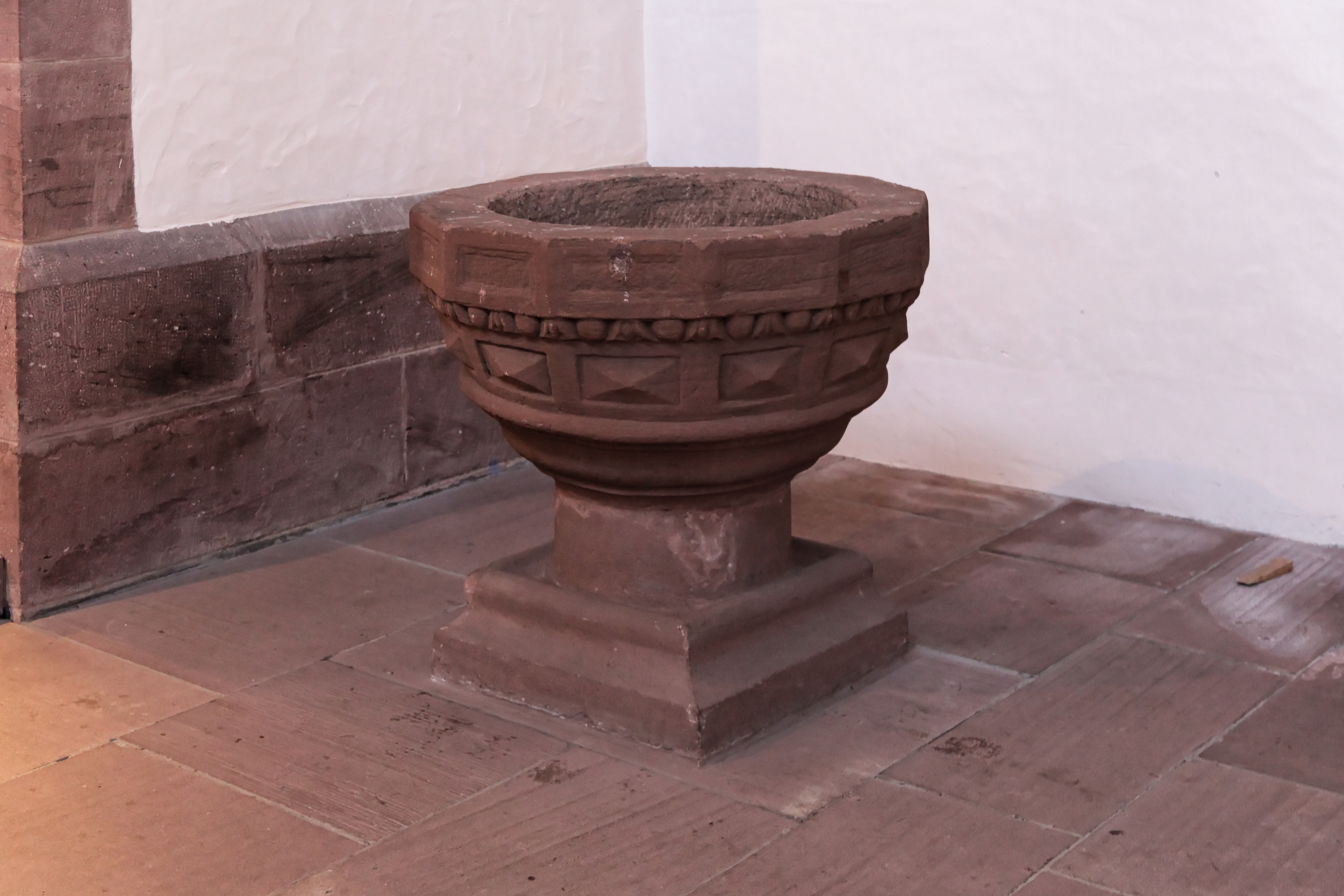
Romanisches Taufbecken
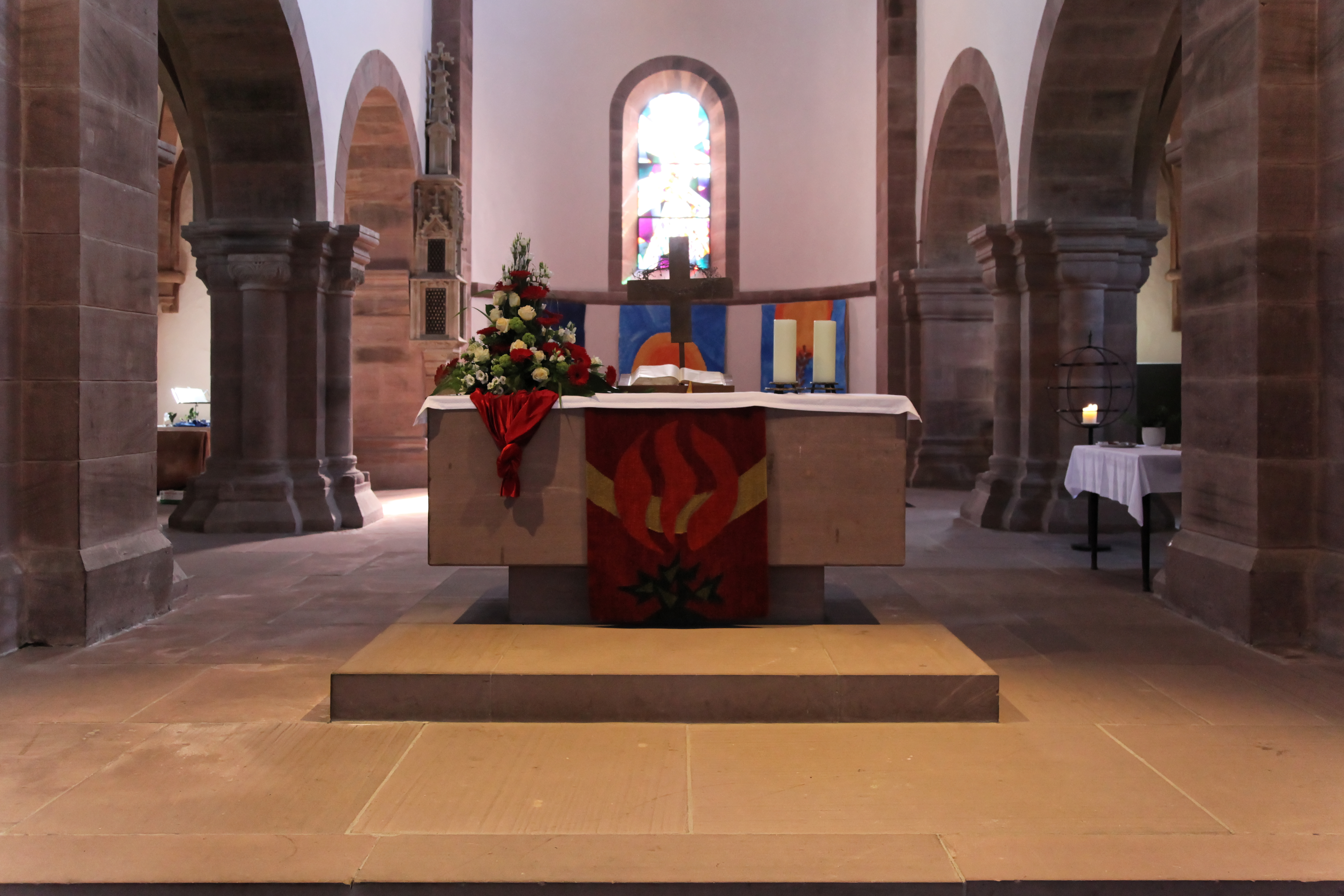
Chor der ehemaligen Klosterkirche
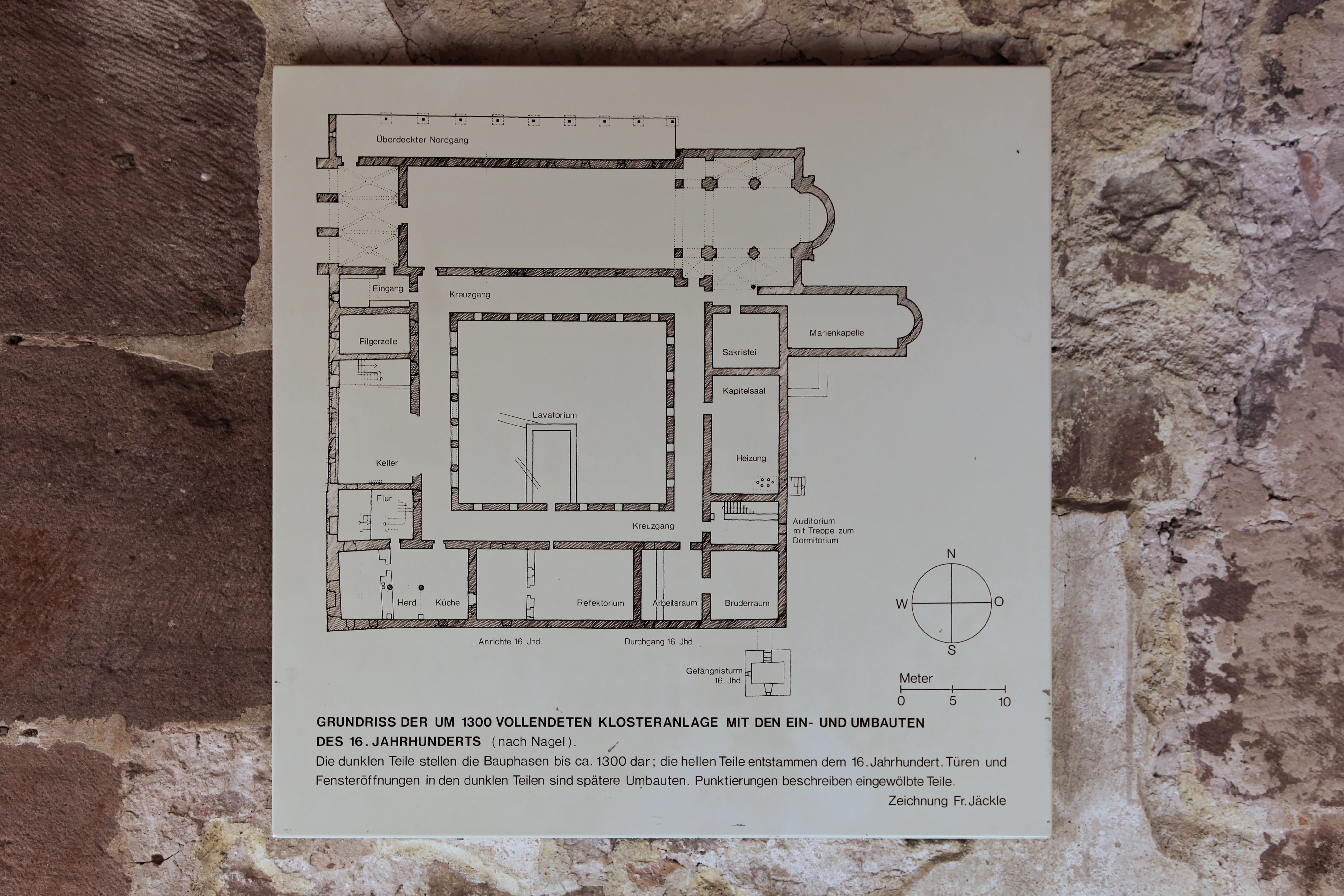
Grundriss der Klosteranlage
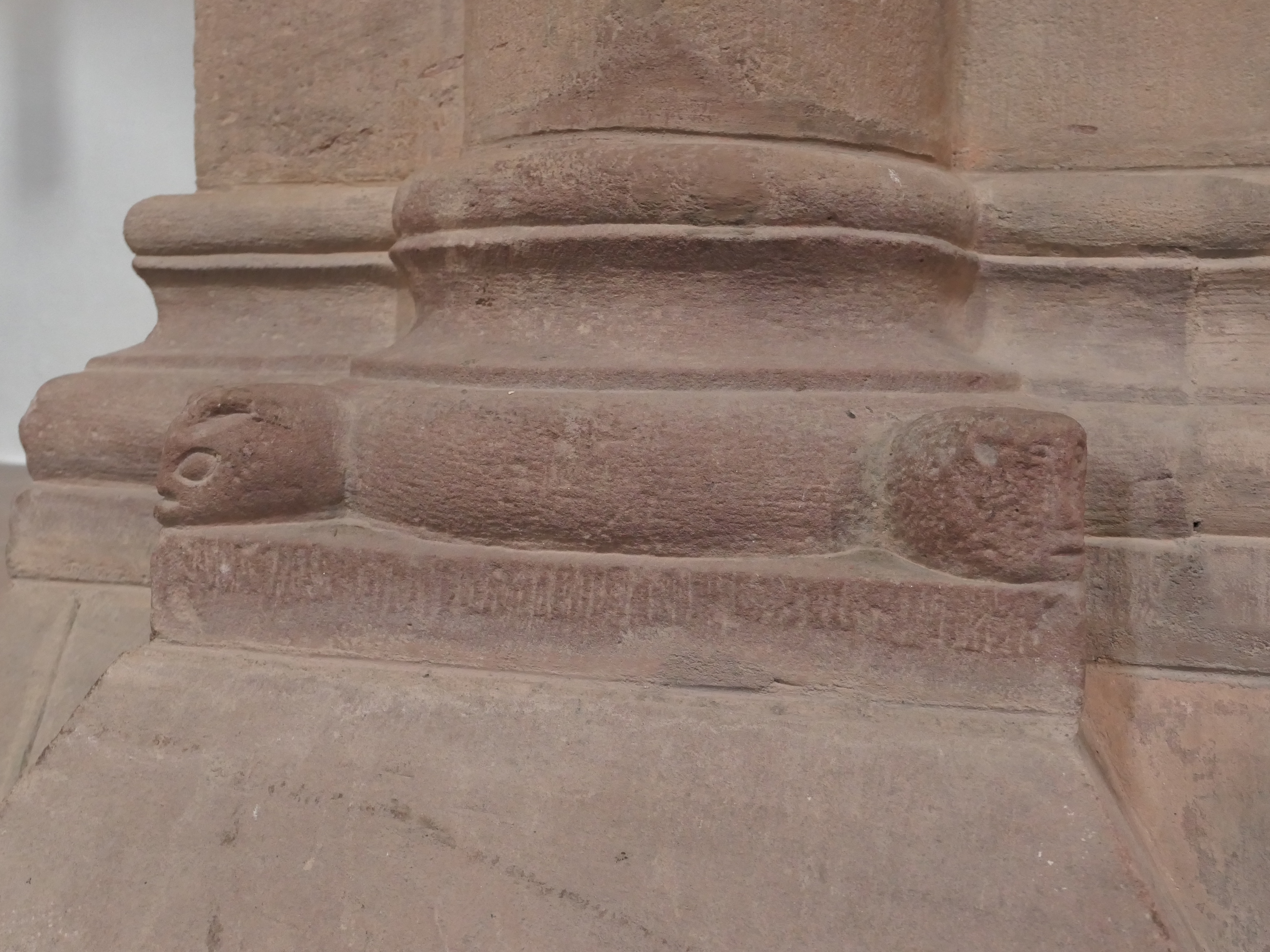
Figürliche Eckknollen am romanischen Pfeilersockel Chor Süd

## Besitzungen
Die Besitzungen des Klosters Reichenbach gingen in ihrem Ursprung auf Stiftungen an das Kloster Hirsau zurück. Dabei lagen die Besitzungen in erster Linie beidseitig des Murgtals, am oberen Neckar, an der oberen Nagold und teilweise Streubesitz im tieferen Rheintal und unteren Neckar.